# Corrie Ndaba
Corrie Richard Ndaba (Dublino, 25 dicembre 1999) è un calciatore irlandese, difensore del Lecce.

## Caratteristiche tecniche
Terzino sinistro molto veloce, forte fisicamente e con un buon senso della posizione, può essere impiegato anche come in posizione centrale.

## Carriera
Cresciuto nel settore giovanile del Cherry Orchard, nel 2016 si trasferisce all'Ipswich Town; il 20 febbraio 2019 firma il primo contratto professionistico, di durata triennale. Dopo delle brevi esperienze in prestito con Hemel H. Town e Chelmsford City, il 5 settembre 2020 esordisce con i Tractor Boys, nella partita di Coppa di Lega vinta per 3-0 contro il Bristol Rovers. Il 7 gennaio 2021 passa fino al termine della stagione all'Ayr United; il 21 agosto seguente viene ceduto in prestito al Salford City e pochi giorni più tardi rinnova per un'ulteriore stagione con i Blues.
Messosi in mostra con gli Ammies, il 27 luglio 2022 firma un rinnovo triennale con l'Ipswich Town, trascorrendo poi la stagione in prestito con Burton Albion e Fleetwood Town. Il 22 giugno 2023 viene ceduto a titolo temporaneo al Kilmarnock; il 30 luglio 2024 viene acquistato a titolo definitivo dal Killie, con cui firma un triennale.
Il 28 luglio 2025 viene ingaggiato dal Lecce, con cui firma un contratto di tre anni con opzione per i successivi due.

## Statistiche

### Presenze e reti nei club
Statistiche aggiornate al 27 luglio 2025.
| Stagione            | Squadra             | Campionato          | Campionato | Campionato | Coppe nazionali | Coppe nazionali | Coppe nazionali | Coppe continentali | Coppe continentali | Coppe continentali | Altre coppe | Altre coppe | Altre coppe | Totale | Totale |
| Stagione            | Squadra             | Comp                | Pres       | Reti       | Comp            | Pres            | Reti            | Comp               | Pres               | Reti               | Comp        | Pres        | Reti        | Pres   | Reti   |
| ------------------- | ------------------- | ------------------- | ---------- | ---------- | --------------- | --------------- | --------------- | ------------------ | ------------------ | ------------------ | ----------- | ----------- | ----------- | ------ | ------ |
| 2020-gen. 2021      | Ipswich Town        | FL1                 | 0          | 0          | FACup+CdL       | 0+1             | 0               | -                  | -                  | -                  | EFLT        | 3           | 0           | 1      | 0      |
| gen.-giu. 2021      | Ayr Utd             | SC                  | 13         | 0          | CS+CdL          | 1+0             | 0               | -                  | -                  | -                  | -           | -           | -           | 14     | 0      |
| ago. 2021           | Ipswich Town        | FL1                 | 0          | 0          | FACup+CdL       | 0+1             | 0               | -                  | -                  | -                  | EFLT        | 0           | 0           | 1      | 0      |
| Totale Ipswich Town | Totale Ipswich Town | Totale Ipswich Town | 0          | 0          |                 | 2               | 0               |                    | -                  | -                  |             | 3           | 0           | 5      | 0      |
| ago. 2021-2022      | Salford City        | FL2                 | 29         | 2          | FACup+CdL       | 0+0             | 0               | -                  | -                  | -                  | EFLT        | 2           | 0           | 31     | 2      |
| ago. 2022-gen. 2023 | Burton Albion       | FL1                 | 7          | 0          | FACup+CdL       | 2+0             | 0               | -                  | -                  | -                  | EFLT        | 2           | 0           | 11     | 0      |
| gen.-giu. 2023      | Fleetwood Town      | FL1                 | 8          | 0          | FACup+CdL       | -               | -               | -                  | -                  | -                  | EFLT        | -           | -           | 8      | 0      |
| 2023-2024           | Kilmarnock          | SP                  | 28         | 1          | CS+CdL          | 3+6             | 0               | -                  | -                  | -                  | -           | -           | -           | 37     | 1      |
| 2024-2025           | Kilmarnock          | SP                  | 36         | 1          | CS+CdL          | 1+0             | 0               | UEL+UCoL           | 0+1                | 0                  | -           | -           | -           | 38     | 1      |
| Totale Kilmarnock   | Totale Kilmarnock   | Totale Kilmarnock   | 64         | 2          |                 | 10              | 0               |                    | 1                  | 0                  |             | -           | -           | 75     | 2      |
| Totale carriera     | Totale carriera     | Totale carriera     | 121        | 4          |                 | 15              | 0               |                    | 1                  | 0                  |             | 7           | 0           | 144    | 4      |